# Dubbelster (boek)
Dubbelster (Engelse titel: Double Star) is een sciencefictionroman van Amerikaanse schrijver Robert Heinlein. Het verhaal werd voor het eerst uitgegeven door het tijdschrift Astounding Science Fiction in 1956. Later dat jaar verscheen het in boekvorm en in 1957 werd Dubbelster bekroond met de Hugo Award.

## Verhaal
De "Grandioze Lorenzo" is een goede, maar weinig succesvolle acteur. Een ruimtevaarder huurt hem in voor een winstgevende opdracht. Pas wanneer Lorenzo heeft toegestemd hoort hij wat hij moet doen: zich uitgeven voor een van de meest vooraanstaande politieke figuren in het zonnestelsel. Lorenzo groeit meer en meer in de rol van een politicus die hij verafschuwt.